# Moca

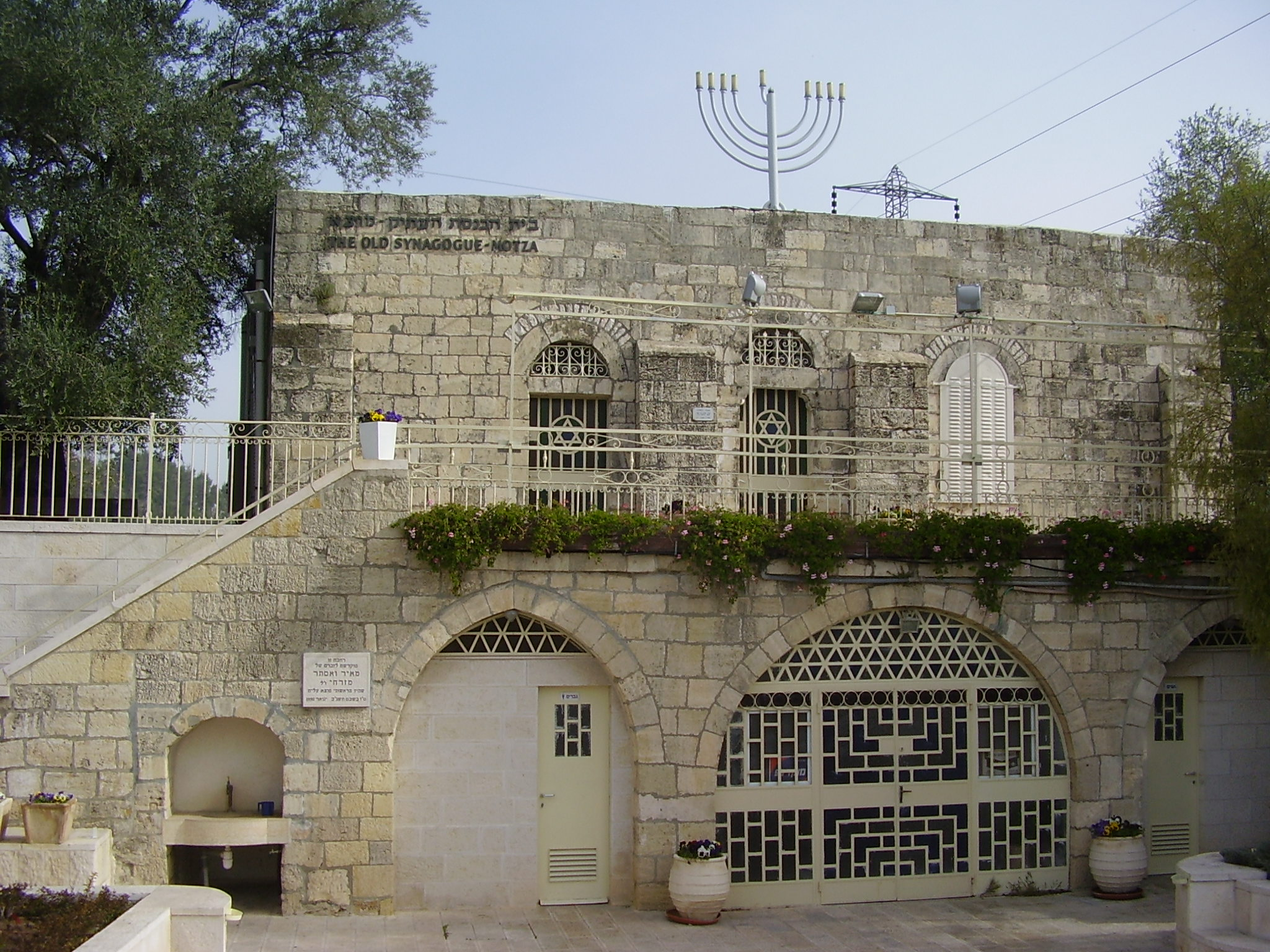
Stará synagoga v Moce

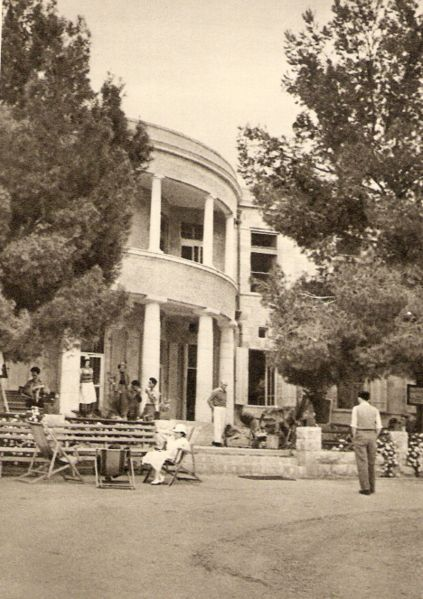
Sanatorium v Moce na dobovém snímku z roku 1934

Moca (hebrejsky מוצא‎) je městská čtvrť v západní části Jeruzaléma v Izraeli.

## Geografie
Leží v nadmořské výšce necelých 600 metrů, cca 6 kilometrů severozápadně od Starého Města. Nachází se na dně hlubokého údolí potoka Sorek, v tomto úseku je údolí zvané Emek ha-Arazim. Do něj zde od západu ústí vádí Nachal Arza a Nachal Chalilim, od severu ještě Nachal Luz. Údolí Soreku i bočních vádí jsou sevřena vysokými svahy náhorních teras. Na východ odtud je to hora Har ha-Menuchot respektive vrch Har Tamir s centrálním jeruzalémským hřbitovem a další vyvýšenina, na níž stojí čtvrť Har Nof. Sídelní terasy západně od Mocy zaujímá administrativně samostatná vesnice Moca Ilit a město Mevaseret Cijon. Jižně od Mocy se v údolí Soreku rozkládá vesnice Bejt Zajit a u ní údolní nádrž Ma'agar Bejt Zajit. Skrz Mocu prochází dálnice číslo 1 z Tel Avivu do Jeruzaléma. Populace čtvrti je židovská.

## Dějiny
Vyrostla v 19. století jako první židovské zemědělské sídlo v Palestině v novověkých dějinách. V roce 1859 koupil Ša'ul Jehuda, bohatý Žid z Bagdádu, zemědělský statek poblíž tehdejší arabské vesnice Kolonia a nazval ho Moca. Později se zde usadili další Židé, jeden z nichž tu založil továrnu na dlaždice. Po dlouhou dobu šlo o jediné židovské osídlení v této oblasti, tehdy vzdálené od Jeruzaléma. Fungoval zde židovský zájezdní hostinec a sanatorium.
Vesnice byla napadnuta během nepokojů v Palestině v roce 1929. Zavražděna tu byla rodina Maklefových (útok coby dítě přežil pozdější náčelník generálního štábu izraelské armády Mordechaj Maklef). V lednu 1930 pak ale soud v Jeruzalémě zprostil obvinění z vraždy skupinu 12 Arabů.